# Liste der Bischöfe von Segorbe
Die folgenden Personen waren Bischöfe von Segorbe (Spanien):

## Bischöfe von Segorbe
- Proculus (um 589)
- Porcario (um 610)
- Antonio (um 633)
- Floridio (um 646)
- Eusicio (um 655 bis 656)
- Memorio (um 675 bis 681)
- Olipa (um 683)
- Anterio (um 688 bis 693)
- Vakanz (–1173)
- Martin (1173–1213)
- Hispano (1213–1215)
- Juan Gil (1216–1222)
- Domingo (1223–1234)
- Guillermo (1235–1238)
- Jimeno (1245–1246)
- Pedro (1246–1259)

## Bischöfe von Segorbe-Albarracin
- Martín Álvarez (1259–1265)
- Pedro Garcés (1265–1272)
- Pedro Jiménez de Segura (1272–1277)
- Miguel Sánchez (1284–1288)
- Aparicio (1288–1301)
- Antonio Muñoz (1302–1318)
- Sancho Dull (1319–1356)
- Elías (1356–1362)
- Juan Martínez de Barcelona (1362–1369)
- Iñigo de Valterra (1369–1387)
- Diego de Heredia (1387–1400)
- Francisco Riquer y Bastero (1400–1409)
- Juan de Tauste (1410–1427)
- Francisco de Aguiló (1428–1437)
- Jaime Gerart (1438–1445)
- Gisberto Pardo de la Casta (1445–1454)
- Luis Juan del Milà y Borja (1455–1459)
- Pedro Baldó (1461–1473)
- Bartolomé Martí (1473–1498)
- Juan Marrades (1498–1499)
- Gilberto Martí (1500–1530)
- Gaspar Jofre de Borja (1530–1556)
- Juan de Muñatones, O.S.A. (1556–1571)
- Francisco de Soto Salazar (1571–1576) (auch Bischof von Salamanca)

## Bischöfe von Segorbe
- Francisco Sancho (1577–1578)
- Gil Ruiz de Liori, C.R.S.A. (1579–1582)
- Martín de Salvatierra (1583–1591) (auch Bischof von Ciudad Rodrigo)
- Juan Bautista Pérez Rubert (1591–1597)
- Feliciano de Figueroa (1599–1609)
- Pedro Ginés de Casanova (1610–1635)
- Juan Bautista Pellicer (1636–1638)
- Diego Serrano de Sotomayor, O. de M. (1639–1652) (auch Bischof von Guadix)
- Francisco Gavaldá (1652–1660)
- Anastasio Vives de Rocamora (1661–1672)
- José Sanchís y Ferrandis (1673–1679)
- Crisóstomo Royo de Castellví (1680–1691)
- Antonio Ferrer y Milán (1691–1707)
- Rodrigo Marín Rubio (1708–1714) (auch Bischof von Jaén)
- Diego Muños de Baquerizo (1714–1730)
- Francisco de Cepeda y Guerrero (1731–1748)
- Francisco Cuartero (1749–1751)
- Pedro Fernández Velarde (1751–1757)
- Blas de Arganda Roldán, O.S.H. (1758–1770)
- Alonso Cano Nieto, O.SS.T. (1770–1780)
- Lorenzo Lay Anzano, O.P. (1780–1781)
- Lorenzo Gómez de Haedo (1783–1808)
- Lorenzo Algüero Ribera, O.S.M. (1814–1816)
- Francisco de la Dueña Cisneros (1816–1821)
- Vicente Ramos García (1822–1824) (Elekt)
- Juan Sanz Palanco (1825–1837)
- Domingo Canubio y Alberto, O.P. (1847–1864)
- Joaquín Hernández Herrero (1865–1868)
- José Luis Montagut (1868–1875)
- Mariano Miguel Gómez (1876–1880) (auch Bischof von Vitoria)
- Francisco Aguilar (1880–1899)
- Manuel García Cerero y Soler (1900–1907)
- Antonio María Massanet (1907–1911)
- Luis Amigó Ferrer, O.F.M. Cap. (1913–1934)
- Miguel Serra Sucarrats (1936)
- Ramón Sanahuja y Marcé (1944–1950) (auch Bischof von Cartagena)
- José Pont y Gol (1951–1960) (auch Erzbischof von Tarragona)

## Bischöfe von Segorbe-Castellon
- José Pont y Gol (1960–1970)
- José María Cases Deordal (1971–1996)
- Juan Antonio Reig Plà (1996–2005) (auch Bischof von Cartagena)
- Casimiro López Llorente (2006–…)